# 그라이펜슈타인성
그라이펜슈타인성(Burg Greifenstein)은 스위스 그라우뷘덴주의 필리주어 시정촌에 있는 폐허가 된 성이다. 국가 및 지역적으로 중요한 스위스 문화재 목록에 포함되어 있다.

## 역사
성은 12세기에 그라이펜슈타인 가문의 저택으로 마을 위의 암석 노두에 지어졌을 것이다. 그들은 아마도 루사인 가문의 빌덴베르크-사곤 및 프라우엔베르크와 관련이 있을 것이다. 그들에 대한 첫 번째 언급은 1233년에 루돌프 폰 그레이펜슈타인이 베르톨트 폰 헬펜슈타인 주교를 살해한 죄에 대한 보속으로 교황으로부터 십자군 원정을 가라는 명령을 받았을 때 그리펜슈타인으로 언급되었다. 1237년에 그는 마침내 십자군 전쟁에 참여하기 위해 떠났다. 1243년에 그의 친척인 하인리히와 알베르트가 그라이펜슈타인의 하인리히와 알베르트라는 법적 절차에서 증인으로 등록되었다.
13세기 후반에 가문은 기록에서 사라지고 1300년에는 빌덴베르그 가문이 성과 주변 땅을 소유하게 되었다. 그라이펜슈타인 가문이 사망했는지 또는 빌덴베르크 가문과 결혼했는지 또는 가문의 한 분파인지는 불분명하다. 1320년에 휴고 3세 폰 베르덴베르크-하일리겐베르크 / 폰 빌덴베르크와 그의 아내 안나 폰 빌덴베르크는 1150 마르크에 쿠어의 주교에게 성과 토지를 저당 잡혔다. 그러나 3년 후인 1323년 빌덴베르크 가문은 그라이펜슈타인 근처에서 주교의 군대를 물리쳤지만, 1339년에는 폰 마르멜 남작 가문이 헤르샤프트를 다스렸다. 주교를 위해. 1360년에 폰 빌덴베르크-사곤 남작은 그것을 폰 마치 남작에게 팔았다.
1392년 폰 마츠 가문은 주교 영지를 습격하기 위한 기지로 성을 사용하는 강도 기사였다. 1394년 하트만 2세 주교는 강도를 몰아내고 성을 장악하기 위해 군대를 성공적으로 보냈다. 그는 자신을 위해 성과 토지를 관리할 포크트를 임명했지만, 1411년에 마르멜 가문에게 저당권을 행사할 수밖에 없었다. 마치 가문은 습격을 시작했고 주교를 고소하여 성을 돌려주도록 했다. 1421년 오스트리아의 에른스트 공작은 주교에 의해 그라이펜슈타인성과 차뉘프성을 모두 유지하지만, 마치 가문에 2,500 마르크를 지불해야 하는 타협안을 협상했다.
1468년에 그라이펜슈타인은 다른 여러 주교의 성들과 함께 신의 가문 동맹에 의해 공격을 받고 점령되었다. 성은 취리히 시의 개입에 따라 주교에게 반환되었다. 1537년 필리주어는 주교로부터 스스로 통치할 수 있는 권리를 샀고 성은 그 중요성을 잃었다. 버려졌고 순식간에 폐허가 되었다. 1550년에는 대부분이 파괴된 것으로 언급되었다. 그러나 지붕은 1840년경까지 잘 수리된 상태로 남아 있었다. 지붕이 마침내 무너졌을 때 성의 일부는 필리주어의 새 학교 건물을 위한 돌을 위해 부서졌다.

## 성 유적지
성은 높이가 다른 테라스에 지어진 세 부분으로 구성되어 있다. 아래쪽 문은 노두 기슭의 바위 틈에 세워졌다. 입구와 주변 벽의 일부가 여전히 보인다. 낮은 성은 한때 낮은 문의 서쪽에 있었다. 그러나 계곡 쪽에서 그것을 보호했던 성벽의 흔적은 남아 있지 않다.
중간성은 아래쪽 성의 북쪽과 위쪽에 있는 삼각형 테라스를 차지한다. 삼각형의 좁은 남쪽 끝을 지키는 문. 오늘날 이 문의 흔적은 바위에 새겨진 수로로, 아마도 그 문을 차단할 수 있었을 것이다. 중간성을 둘러싸고 있는 거대한 외벽의 대부분은 테라스의 북쪽과 서쪽에 여전히 서 있다. 성채 예배당의 현관과 작은 제단은 여전히 북쪽 벽을 따라 볼 수 있다. 또한 중간성 저수조와 물을 운반하는 암석 수로가 예배당 근처에 있다.
바위에 새겨진 좁은 길은 중간성에서 위쪽 성으로 이어지는 약 30m의 수직 오르막이다. 위쪽 성은 약 9m × 16m의 고르지 않은 육각탑이었다. 오늘날 이 벽의 기초만 남아 있다.

## 갤러리

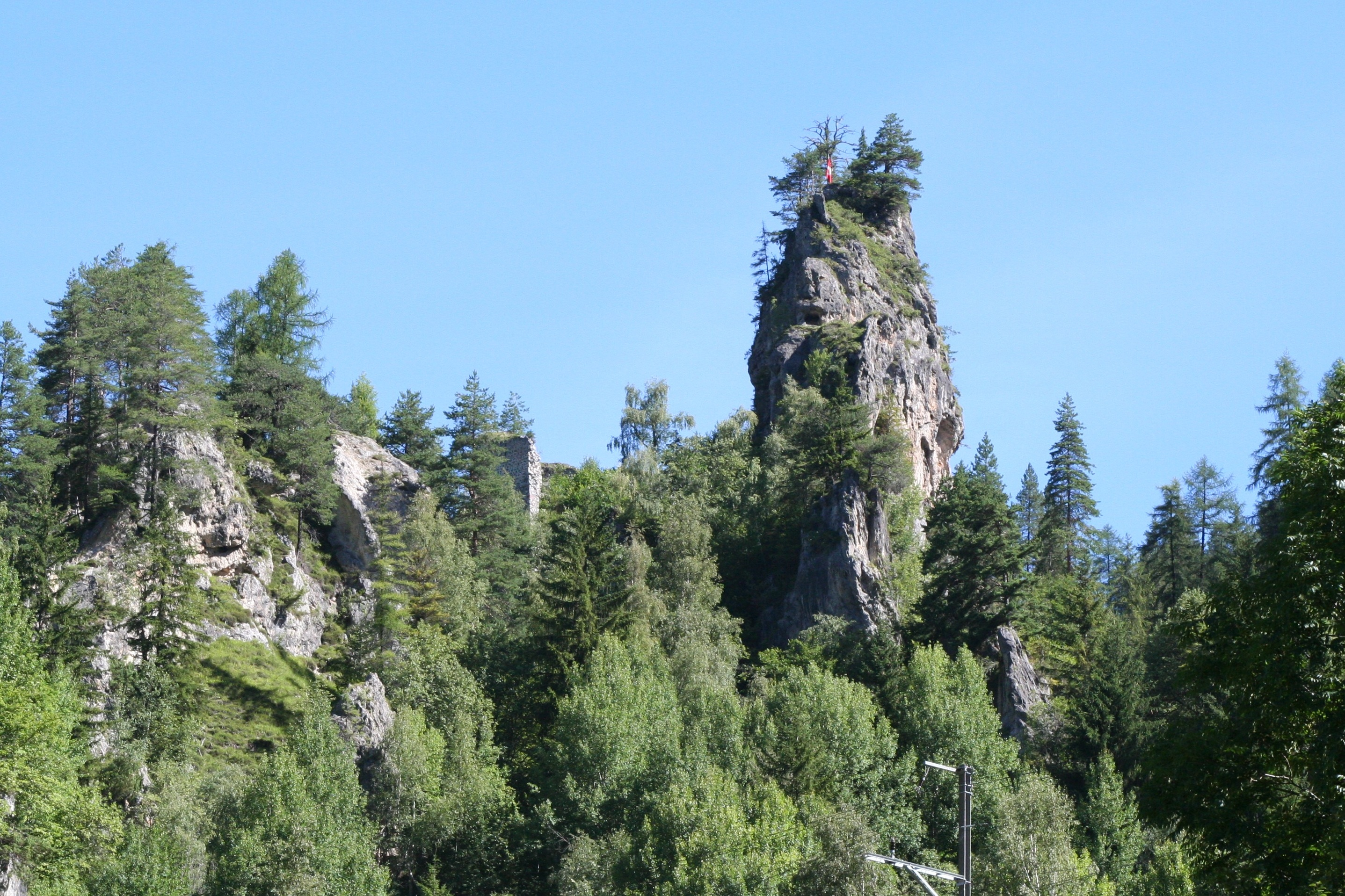
마을 위의 바위 노두
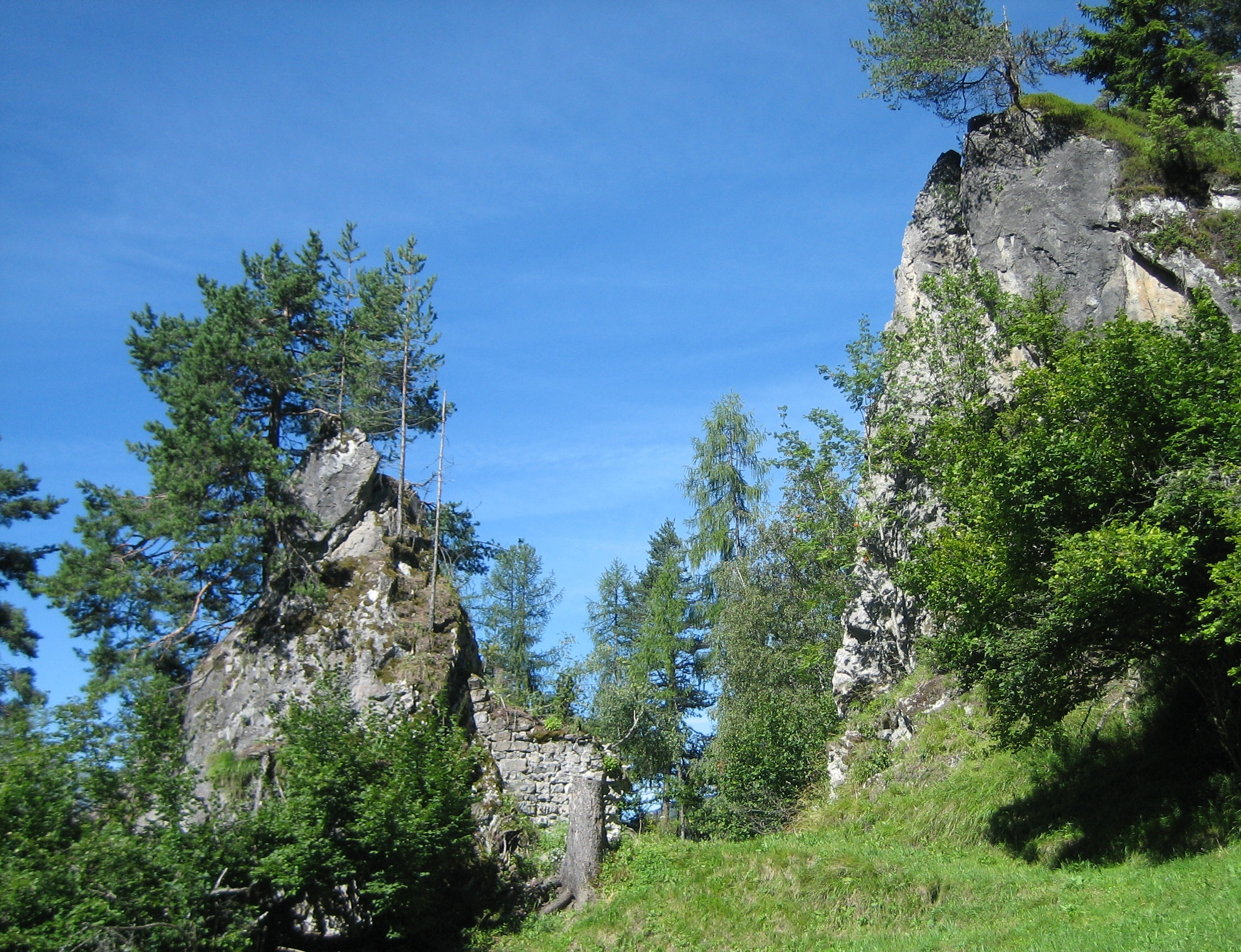
하부 문의 유적
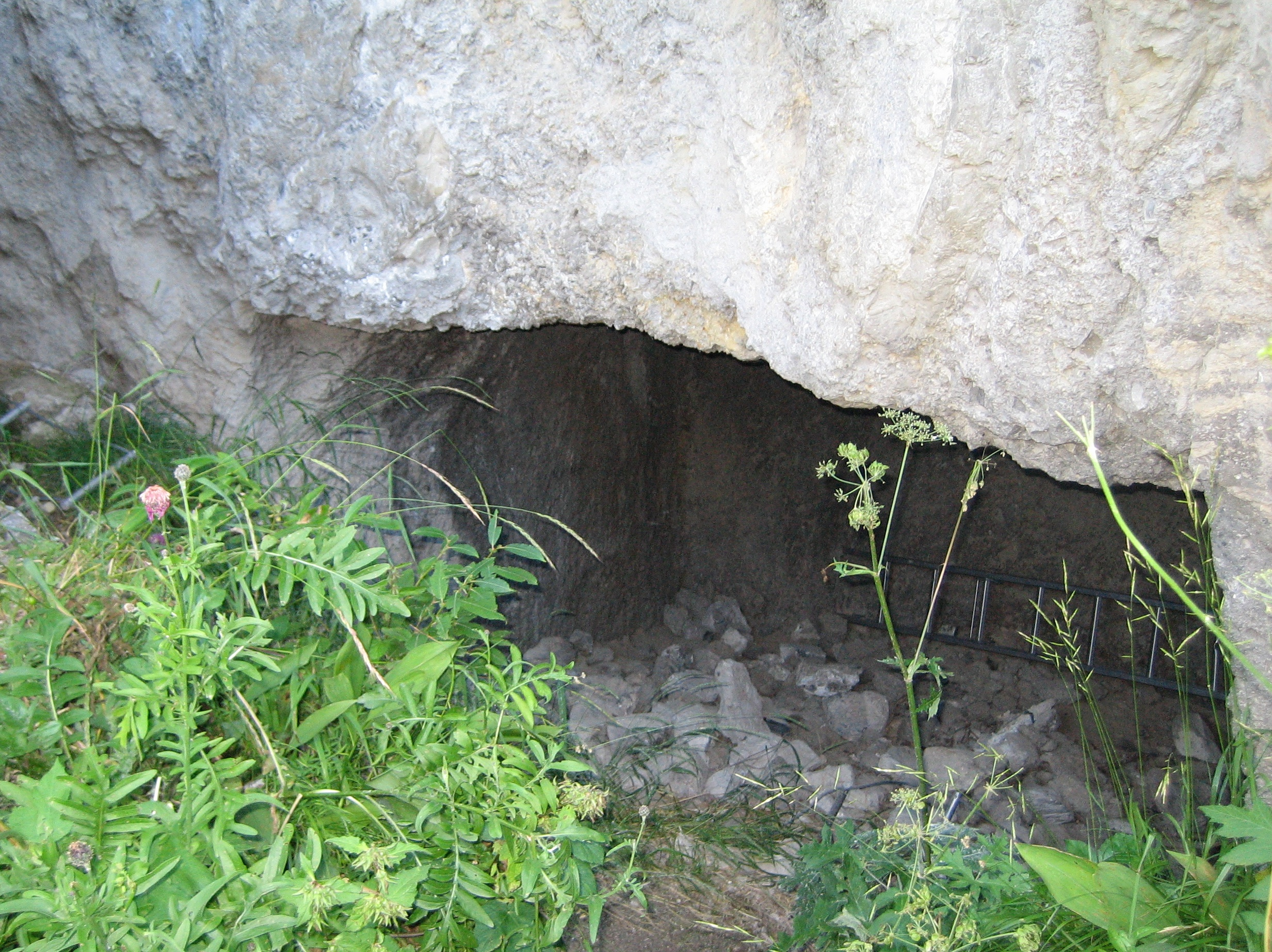
성 중간 내부의 저수조
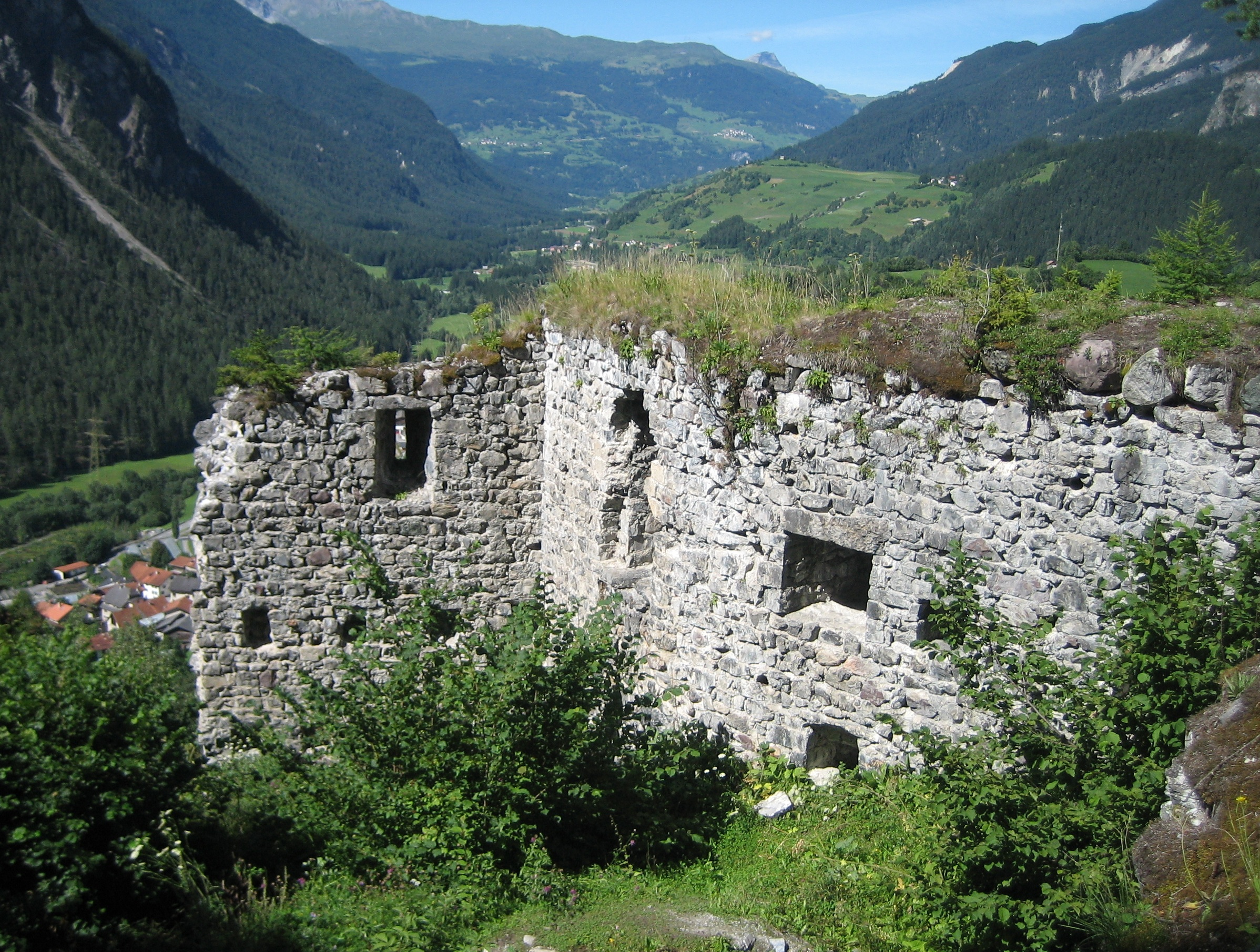
성벽의 북서쪽
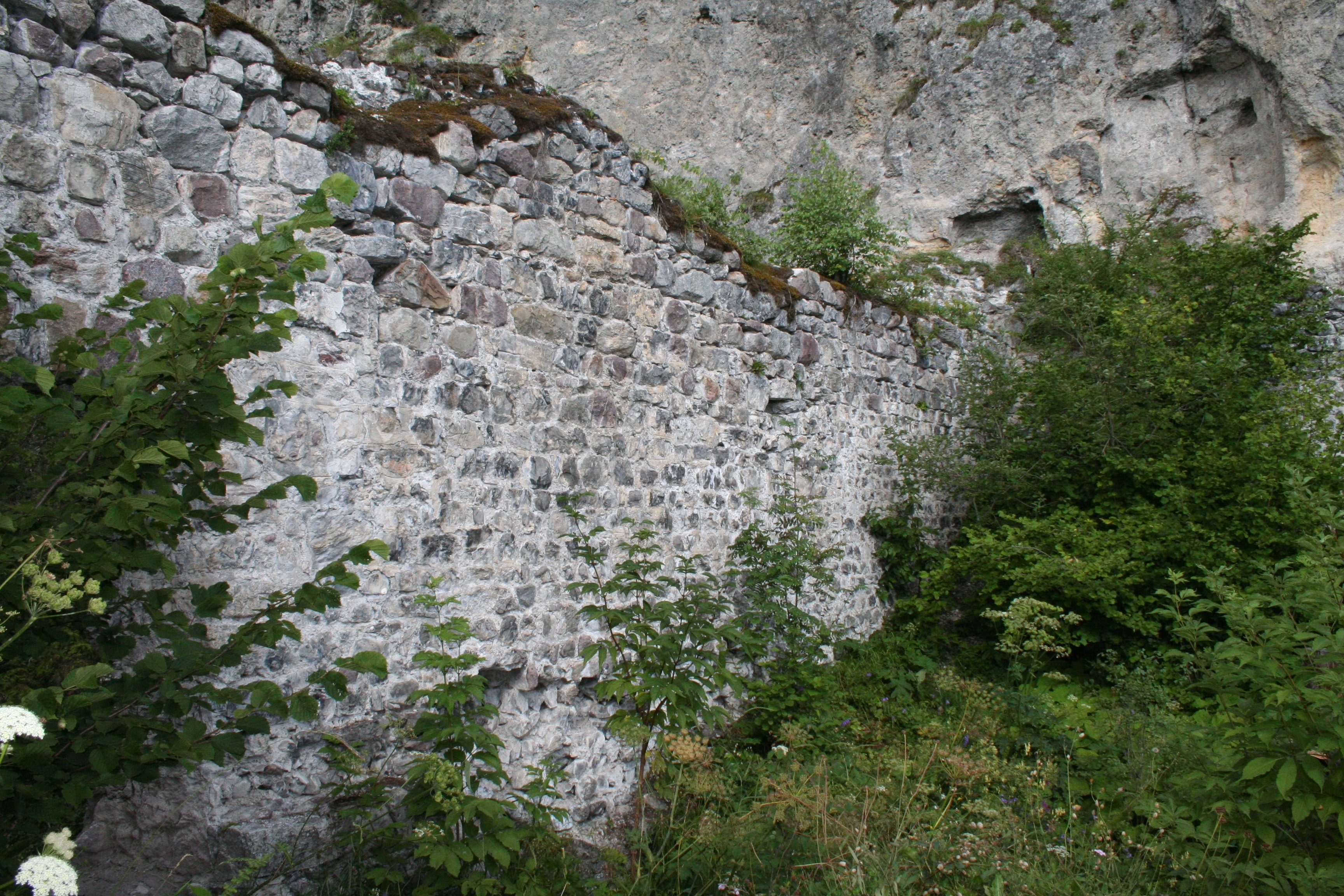
동쪽의 절벽면을 마주하는 성 중간의 북벽